# José Gutiérrez-Solana
José Romano Gutiérrez-Solana y Gutiérrez-Solana (Madrid, 28 de febrero de 1886-Madrid, 24 de junio de 1945) fue un pintor, grabador y escritor expresionista español.

## Biografía
Nacido casualmente en Madrid durante el Carnaval de 1886, José Romano Gutiérrez-Solana fue hijo de Manuela Josefa Gutiérrez-Solana y Montón de Abril, natural de Arredondo (Cantabria), y José Tereso Gutiérrez-Solana y Gómez de la Fuente (nacido en México y que tras heredar regresó al solar de sus antepasados en España, donde se casó con su prima carnal), que descendía de Ogarrio, pueblos que luego aparecerían en su narración Florencio Cornejo.  Al parecer ciertos trágicos sucesos de su infancia marcaron su carácter y su obra, llegando a ser conocido como «el pintor de la España negra». Uno de sus antepasados fue el empresario indiano y mecenas Antonino Gutiérrez-Solana. 

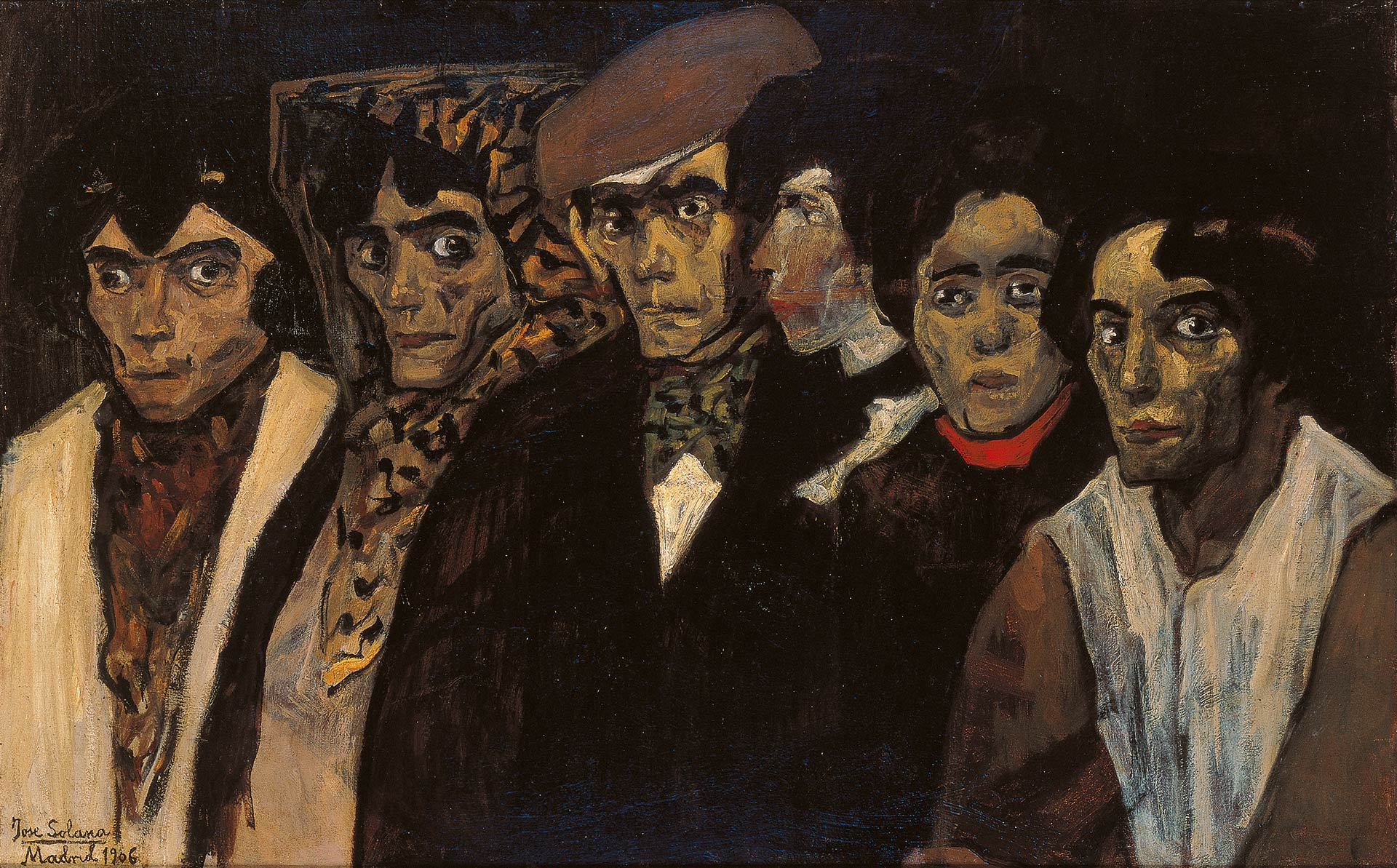
Chulos y chulas (1906)

Se inició en el dibujo con su tío José Díez Palma, catedrático de dibujo en la Universidad de Salamanca. Estudió en la Escuela de Bellas Artes de San Fernando (1900-1904) y en 1906 obtuvo una mención honorífica en la Exposición Nacional de Bellas Artes.
Entre 1909 y 1917, trasladados sus padres a Cantabria, el joven Solana alternó su estancia entre Santander y Madrid haciendo frecuentes viajes por las dos Castillas, La Mancha, Madrid, Aragón y Andalucía, tomando bocetos y apuntes, aficionado a los carnavales, los cementerios, los hospitales, los burdeles y, en Madrid, del ambiente del lumpen del Rastro. Disfrutando del dinero que le pasaba su padre, también toma lecciones de canto, acude al cine y desarrolla una gran pasión por los toros (llegando a ser peón de la cuadrilla del torero Bombé).
Se instala en Madrid a finales de 1917, donde además de frecuentar bailes y merenderos, el Museo del Prado y el entonces solitario y destartalado Museo Arqueológico Nacional se hace asiduo de las tertulias del Nuevo Café Levante, donde alterna con personajes como Ramón María del Valle Inclán, Ricardo Baroja, Julio Romero de Torres e Ignacio Zuloaga, y de la que en el café de Pombo preside Ramón Gómez de la Serna, donde conocerá a otros pintores, escritores e intelectuales de la época, como Francisco Iturrino, los hermanos Zubiaurre, Manuel Abril, Anselmo Miguel Nieto, José Bergamín, Tomás Borrás, Salvador Bartolozzi y José Cabrero.
En ese periodo el pintor había comenzado a desarrollar su personal estilo, nada académico y ajeno a las vanguardias. Su participación en la tertulia de Pombo presidida por Ramón, darían como fruto el libro que el literato le dedicó y al que correspondió el pintor con su cuadro Mis amigos (1920), que se conserva en el Museo Reina Sofía de Madrid. 

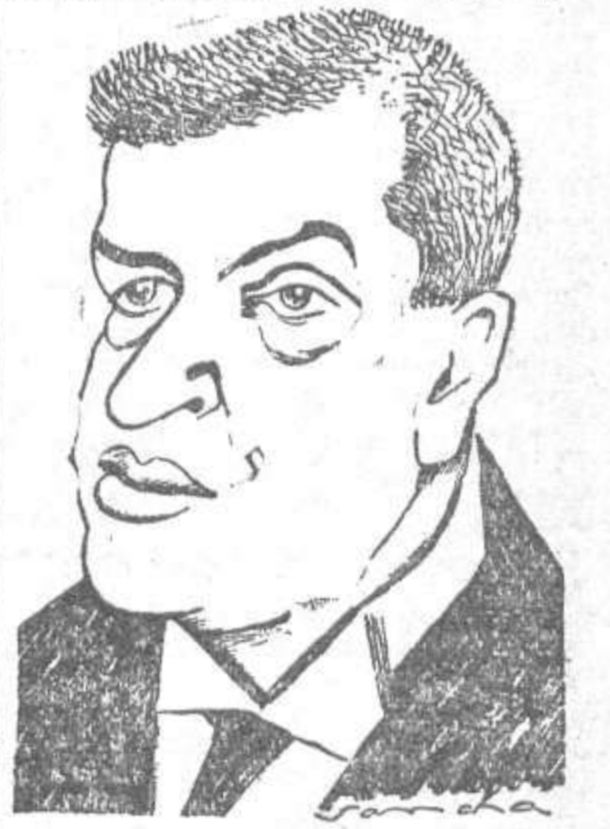
Retratado por Sancha en el periódico La Voz (1929)

Gutiérrez-Solana tardó en ser aceptado por el circuito museístico; su primera obra en una colección pública fue Mujeres de la vida (Museo de Bellas Artes de Bilbao), adquirida en 1919.
Hizo su primera exposición en París en 1928; resultó un fracaso. En otra a la que acudió Alfonso XIII, sus cuadros se colgaron detrás de una puerta para que no incomodasen al monarca. Pero en 1936, cuando comienza la guerra civil española, Solana es famoso y reconocido fuera y dentro de España. Se traslada a Valencia y luego a París, donde publica París (1938). En 1939 vuelve a Madrid, donde fallece el 24 de junio de 1945. Fue enterrado en el cementerio de la Almudena.
En 1999 el Museo Nacional Centro de Arte Reina Sofía adquiere el archivo de José Gutiérrez Solana, que comprende, entre otros materiales, manuscritos, fotografías, obras y bocetos originales, artículos y recortes de prensa.

## Estilo

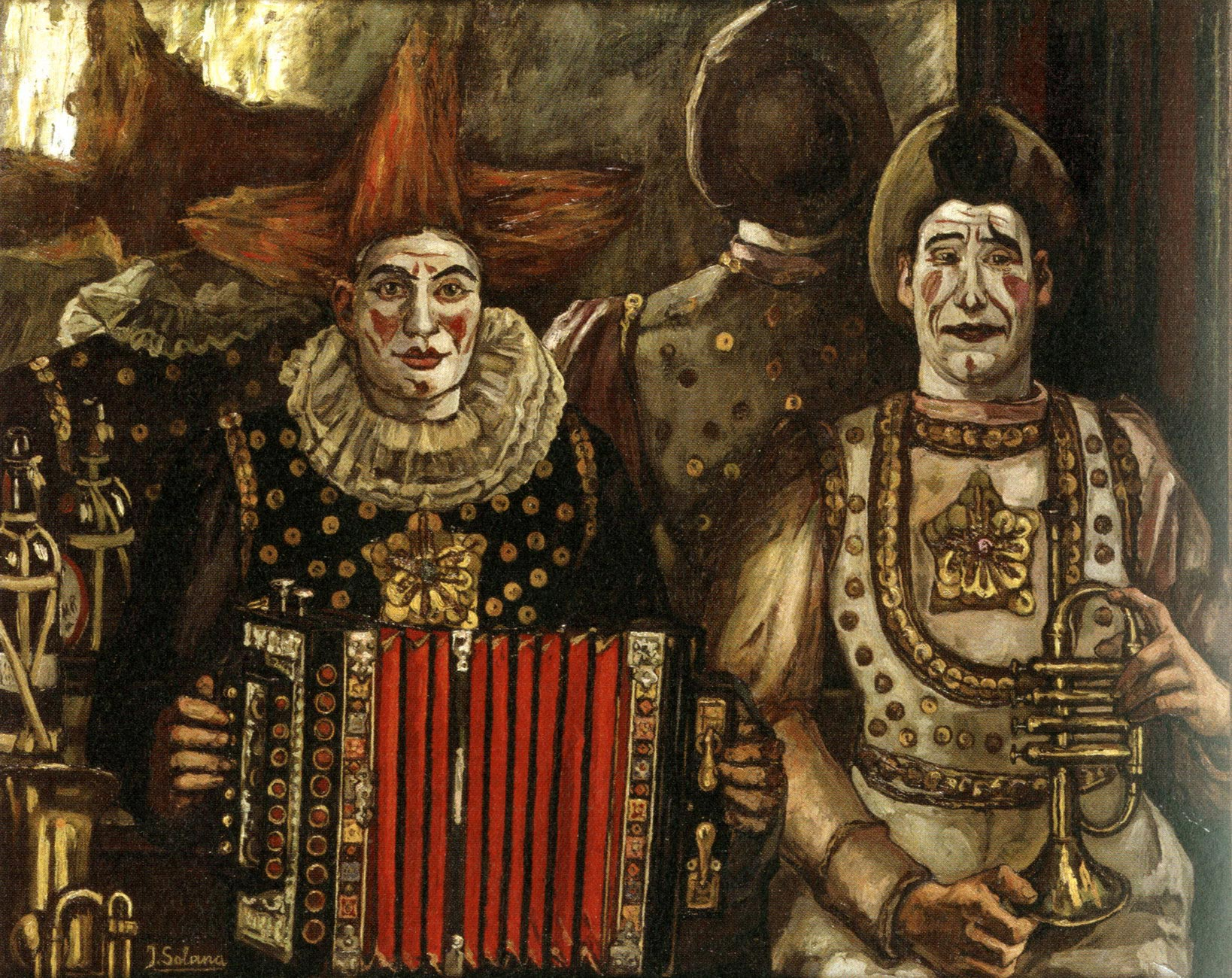
Los payasos (1920)

Fuera de la influencia que en él ejercen los pintores del tenebrismo barroco, en especial Juan de Valdés Leal, tanto por su temática lúgubre y desengañada como por las composiciones de acusado claroscuro, es patente la influencia de las Pinturas negras de Francisco de Goya o del romántico Eugenio Lucas. Su pintura es feísta y destaca la miseria de una España sórdida y grotesca, mediante el uso de una pincelada densa y de trazo grueso en la conformación de sus figuras. Su paleta tenebrista resalta el oscurantismo de la España del momento. Su obra puede estructurarse en torno a tres temas: las fiestas populares (El entierro de la sardina), los usos y costumbres de España (La visita del obispo) y los retratos (1920, Mis amigos). 

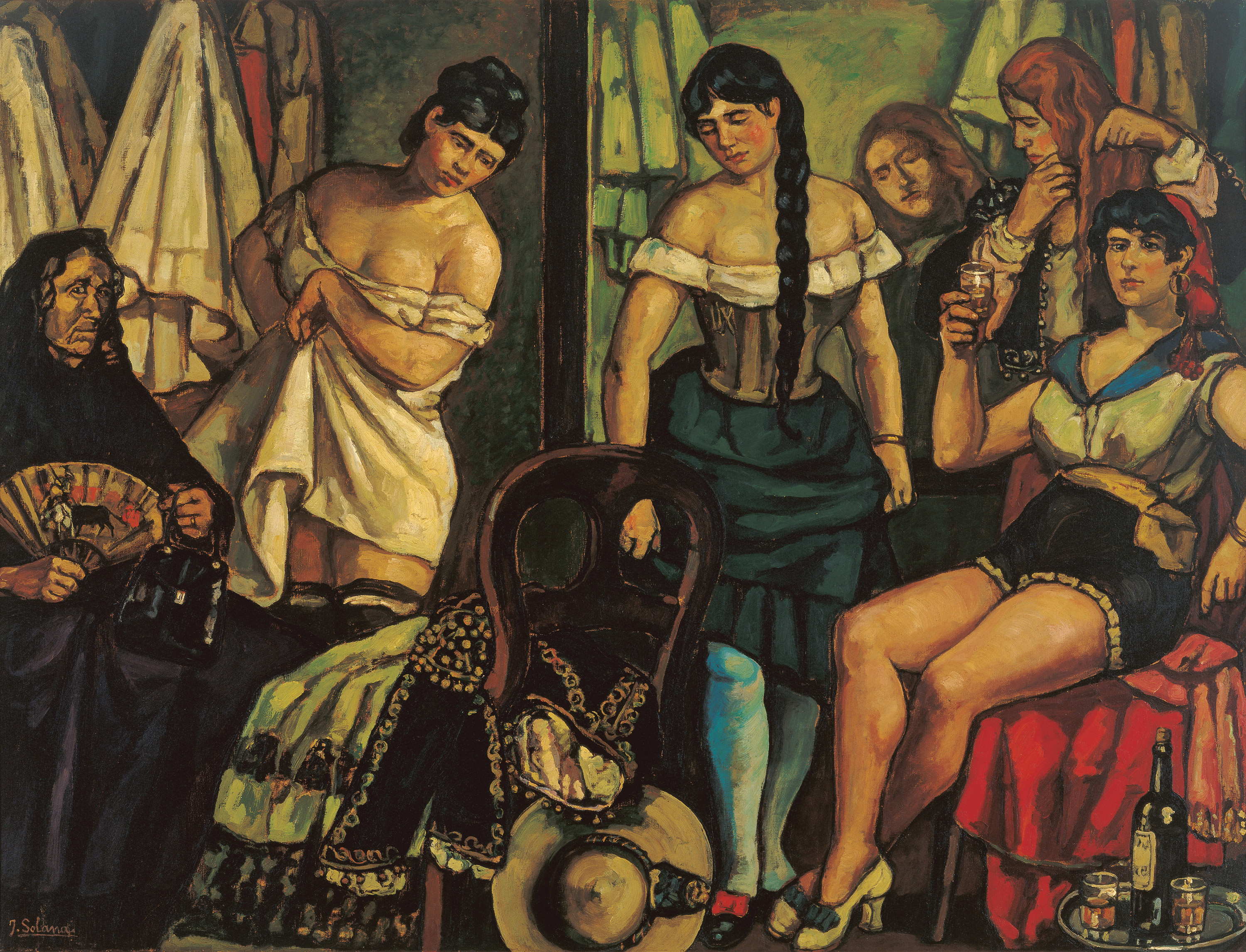
Coristas (1927)

Su pintura, de gran carga social, intenta reflejar la atmósfera de la España rural más degradada, de manera que los ambientes y escenarios de sus cuadros son siempre arrabales atroces, escaparates con maniquíes o rastros y ferias dignos de Valle-Inclán (por los que sentía especial predilección), tabernas, "casas de dormir" y comedores de pobres, bailes populares, corridas, coristas y cupletistas, puertos de pesca, crucifixiones, procesiones, carnavales, gigantes y cabezudos, tertulias de botica o de sacristía, carros de la carne, caballos famélicos, ciegos de los romances, "asilados deformes", tullidos, prostíbulos, despachos atiborrados de objetos, rings de boxeo, ejecuciones y osarios.

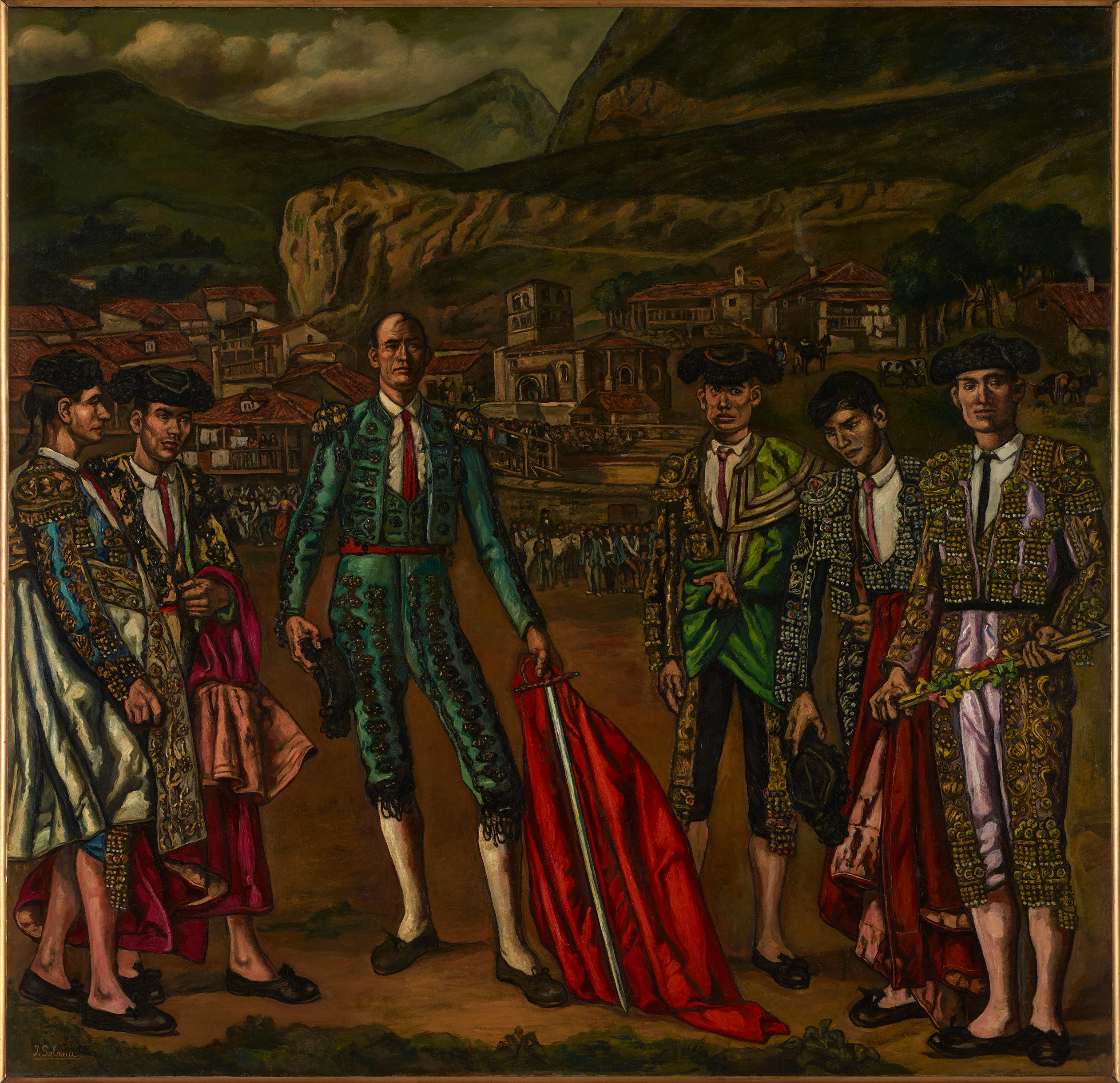
«El Lechuga» y su cuadrilla (c. 1915-1917)

Trabaja también el grabado, generalmente al aguafuerte, insistiendo en una técnica directa y más bien ruda, de trazos gruesos. Salvo alguna rara excepción, los diseños repiten pinturas anteriores. Apenas imprimió grabados en vida; la primera tirada formal de ellos data del año de su muerte, 1945, y la más difundida es la segunda, que se emitió póstumamente, en 1963, antes de la cancelación y depósito de las matrices originales en la Calcografía Nacional (dependiente de la Academia de San Fernando).
Como escritor posee un estilo semejante, de grandes cualidades descriptivas, vigoroso y enérgico, apropiado para la estampa costumbrista. Por ello la mayoría de sus obras son libros de viajes. Sus escritos más importantes son Madrid: escenas y costumbres (1913 y 1918, dos vols.), La España negra (1920), Madrid callejero (1923) y Dos pueblos de Castilla (1925). También escribió una novela, Florencio Cornejo, en 1926.
A veces utilizó fotografías ajenas como modelo para sus pinturas. El ejemplo más claro se constata en su obra titulada Café cantante, que copia casi literalmente el encuadre y parte de los personajes de la famosa fotografía del mismo título de Emilio Beauchy, tomada hacia el año 1888 en Sevilla.

## Obra literaria
- Obras literarias completas, Madrid, ca. 1958
- Obras completas, (ed. Camilo José Cela), Madrid, Taurus, 1961. Reimpreso en dos vols. Madrid, Fundación Central Hispano, 1998.
- Madrid: escenas y costumbres (1913 y 1918, dos vols.).
- La España negra, 1920. Reedición de Andrés Trapiello, Granada, Comares, 2000.
- Madrid callejero, 1923. Reimpreso modernamente por Teodoro Santurino Sanchís, Madrid, Editorial Castalia, 1995.